# Rebuild of Evangelion
Rebuild of Evangelion (ヱヴァンゲリヲン新劇場版?, Evangerion Shin Gekijō-ban, lett. "Evangelion nuova versione cinematografica") è una tetralogia cinematografica d'animazione appartenente al medesimo media franchise dell'anime Neon Genesis Evangelion.
Nel settembre del 2006, sul numero di ottobre del mensile giapponese Newtype, è stato annunciato per la prima volta che la nuova serie cinematografica Rebuild of Evangelion sarebbe giunta nei cinema nell'estate del 2007. Il 9 settembre, il sito ufficiale della Gainax ha confermato che Rebuild of Evangelion consisterà in quattro film. I primi tre saranno una narrazione alternativa della serie TV (includeranno però molte nuove scene, ambienti, sfondi, personaggi) mentre il quarto darà alla storia una nuova conclusione, completamente diversa sia da quella della serie TV sia da quella del film The End of Evangelion; la serie intende essere accessibile anche a coloro che non conoscono le precedenti opere legate alla saga.
Il 28 settembre, Hideaki Anno ha rilasciato una dichiarazione sotto forma di poster cinematografico affisso in 50 cinema giapponesi, fornendo una spiegazione per il suo ritorno alla serie e fissando una data (1º settembre 2007) per la diffusione del primo film nelle sale nipponiche. In questo comunicato, veniva inoltre affermato che il progetto Rebuild non sarebbe più stato prodotto dallo studio Gainax, ma da una nuova compagnia fondata da Anno stesso, lo Studio Khara. La data d'uscita del secondo film, inizialmente programmata per l'inverno del 2008, è stata in seguito posticipata al 27 giugno 2009.
In Italia i film della nuova tetralogia cinematografica sono stati pubblicati in DVD e Blu-ray da Dynit, nonché distribuiti nelle sale cinematografiche da Nexo Digital; inoltre il quarto film è stato reso disponibile via streaming in anteprima e in contemporanea mondiale a partire dal 13 agosto 2021 dalla piattaforma Prime Video, contestualmente alla distribuzione dei primi tre film.

## Media

### Anime

#### Film
| Titolo internazionale                  | Titolo giapponese                                            | Traduzione italiana                                   | Data di distribuzione |
| -------------------------------------- | ------------------------------------------------------------ | ----------------------------------------------------- | --------------------- |
| Evangelion: 1.0 You Are (Not) Alone    | ヱヴァンゲリヲン新劇場版:序?, Evangelion Shin Gekijō-ban: Jo | Evangelion nuova versione cinematografica: prologo    | 1º settembre 2007     |
| Evangelion: 2.0 You Can (Not) Advance  | ヱヴァンゲリヲン新劇場版:破?, Evangelion Shin Gekijō-ban: Ha | Evangelion nuova versione cinematografica: intermezzo | 27 giugno 2009        |
| Evangelion: 3.0 You Can (Not) Redo     | ヱヴァンゲリヲン新劇場版:Q?, Evangelion Shin Gekijō-ban: Kyu | Evangelion nuova versione cinematografica: epilogo    | 17 novembre 2012      |
| Evangelion: 3.0+1.0 Thrice Upon a Time | シン・エヴァンゲリオン劇場版𝄇?, Shin Evangelion Gekijō-ban   | Nuovo Evangelion versione cinematografica𝄇            | 8 marzo 2021          |

Jo, ha, kyu (序 破 急?, jo, ha, kyu), ovvero introduzione, pausa, accelerazione, sono la forma musicale della gagaku, la musica classica giapponese, e corrispondono all'incirca al primo, secondo e terzo movimento della musica classica occidentale: preludio, intermezzo, finale. L'idea di jo-ha-kyu è utilizzata anche all'interno del teatro nō ed è famosa nel suo genere. Per il titolo del terzo film, la Khara ha deciso, in luogo di kyu (急?), di utilizzare la lettera dell'alfabeto latino q (che sta per quickening), con cui condivide la pronuncia in inglese. Al titolo dell'ultimo film è stato aggiunto un simbolo musicale, una linea di battuta utilizzata negli spartiti per indicare la fine di un ritornello. Questo simbolo, la cui pronuncia giapponese non è stata specificata, indica all'esecutore dello spartito che la parte del brano tra esso e il rispettivo simbolo di inizio ritornello va ripetuta.
Mentre il titolo della serie originale era scritto usando il katakana Evangerion (エヴァンゲリオン?), i titoli dei primi tre film della tetralogia Rebuild sostituiscono i caratteri e (エ?) e o (オ?) rispettivamente con i più desueti we (ヱ?) e wo (ヲ?). Ciononostante, la pronuncia giapponese del nuovo titolo si mantiene inalterata poiché la pronuncia dei nuovi caratteri è stata assimilata da quella dei due precedenti. Per il titolo dell'ultimo film si torna alla scrittura in katakana originale, ma è stato aggiunto Shin (シン?), e dal momento che è scritto in katakana e non in kanji, quest'ultimo termine può avere come significato sia "nuovo" (新?, shin), sia "vero" (真?, shin), sia "dio" (神?, shin), o anche qualcosa di completamente differente.
Come già accaduto con i doppi titoli agli episodi della serie TV originale, ogni film ha un titolo giapponese (usato in patria) ed uno inglese (usato internazionalmente) scelto dalla Khara stessa.

#### Cortometraggi animati
L'8 marzo 2023 sono stati pubblicati  due corti animati inediti come extra della ripubblicazione home video di Evangelion: 3.0+1.0 Thrice Upon a Time, contenente la nuova versione 3.0+1.11. Il primo, intitolato Evangelion: 3.0 (-46h), è ambientato due giorni prima dell'inizio di Evangelion: 3.0 You Can (Not) Redo e narra tramite flashback il passato del personaggio di Midori Kitakami. Il secondo, Evangelion: 3.0 (-120min.), è un adattamento in motion comic dell'omonimo manga pubblicato per l'uscita cinematografica di Evangelion: 3.0+1.01 in Giappone. In Italia sono stati entrambi pubblicati il 1º novembre 2023 come parte dell'edizione home video di Evangelion: 3.0+1.11 edita da Dynit.

### Manga
Dal 12 giugno 2021, in occasione dell'uscita nei cinema di Evangelion: 3.0+1.0 Thrice Upon a Time nella versione 3.0+1.01, è stato consegnato agli spettatori giapponesi l'opuscolo Eva-Extra-Extra contenente un manga one-shot inedito di 17 pagine dal titolo Evangelion: 3.0 (-120min.). Scritto da Katsuya Tsurumaki e illustrato da Hidenori Matsubara e Mahiro Maeda, il manga ha protagoniste Asuka Sōryū Langley e Mari Illustrious Makinami ed è ambientato immediatamente prima dell'inizio di Evangelion: 3.0 You Can (Not) Redo.

## Produzione
Con Neon Genesis Evangelion, Anno sembra aver sperato di rinnovare il settore degli anime. Questo desiderio è stato anche il motivo che ha spinto Anno nel creare Rebuild of Evangelion:
(Hideaki Anno, 28 settembre 2006.)

## Distribuzione
Il primo capitolo della tetralogia, intitolato Evangelion: 1.0 You Are (Not) Alone, è uscito nei cinema giapponesi il 1º settembre 2007 ed è stato distribuito nel circuito home video italiano da Dynit nel 2008 in differenti versioni, e proposto anche in Blu-ray Disc. Evangelion: 2.0 You Can (Not) Advance, il secondo capitolo, è uscito in Giappone il 27 giugno 2009 e distribuito in Italia da Dynit a partire da fine ottobre 2010. Il terzo e penultimo capitolo, intitolato Evangelion: 3.0 You Can (Not) Redo, è uscito nelle sale giapponesi il 17 novembre 2012 ed è stato proiettato in alcune sale italiane il 25 settembre 2013 all'interno del programma "Nexo Anime" proposto da Nexo Digital e Dynit. L'edizione home video DVD e Blu Ray è stata pubblicata il 30 ottobre 2013. Il quarto capitolo, intitolato Evangelion: 3.0+1.0 Thrice Upon a Time è stato pubblicato in Italia da Amazon Prime Video a partire dal 13 Agosto 2021. Il quarto è stato proiettato nelle sale italiane da Nexo Digital e Dynit dal 12 al 14 settembre 2022.

## Accoglienza

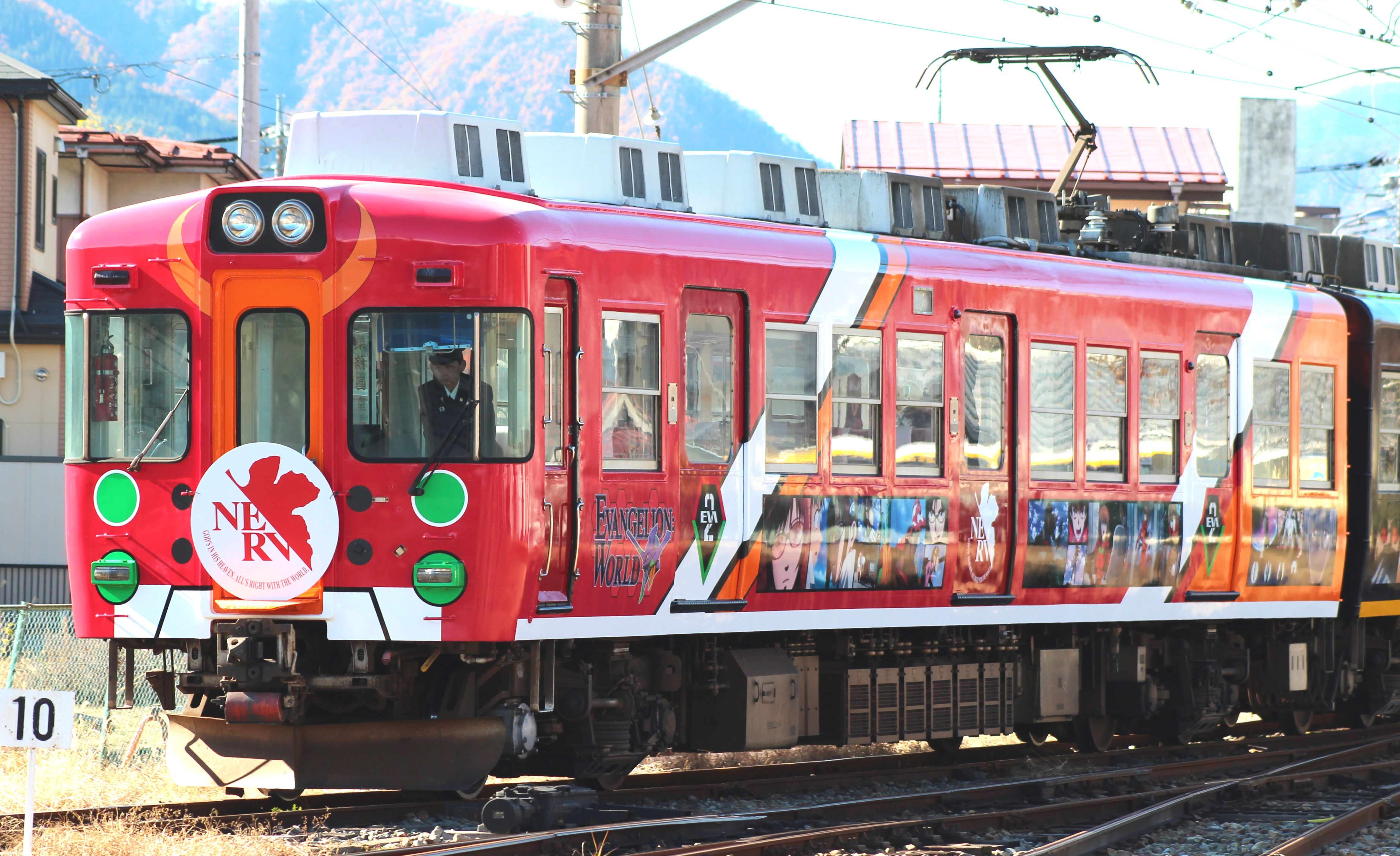
Treno giapponese pubblicizza il film Evangelion: 2.0 You Can (Not) Advance

Il primo capitolo della saga Rebuild of Evangelion, Evangelion: 1.0 You Are (Not) Alone, ha vinto i 13° Animation Kobe Awards nella categoria "Theatrical Film Award". Trasmesso il 9 novembre 2012, ha raggiunto il 12% di share, e nonostante sia uscito in pochissimi cinema, ha incassato circa 2,4 milioni di dollari nel fine settimana di esordio e 15,3 milioni in totale durante le 17 settimane di programmazione.
Evangelion: 2.0 You Can (Not) Advance aveva venduto sino a dicembre 2012, più di 450.000 copie in formato Blu-Ray (la settimana del 12/18 novembre aveva raggiunto le 370.000 copie DVD), mentre Evangelion: 1.0 You Are (Not) Alone 170.000. In generale, Evangelion: 2.0 You Can (Not) Advance, ha incassato più di 41 milioni di dollari (5 milioni nella settimana di uscita nel solo Giappone) a livello mondiale, mentre il costo di produzione era poco più di 130.000.
Evangelion: 3.0 You Can (Not) Redo, in data 9 dicembre 2012, aveva incassato più di 50.000.000 di dollari, raggiungendo i 58.000.000 a gennaio 2013, sfiorando infine i 60.000.000 di dollari nel febbraio 2013. Nella settimana di uscita del film in Blu-Ray (22-28 aprile 2013) ha venduto più di 300.000 copie, classificandosi nettamente al primo posto. Il film è il secondo film anime che ha incassato di più nel 2012, superato solo da One Piece Film Z.
I primi 6 minuti del film sono stati trasmessi alla vigilia dell'uscita nelle sale cinematografiche, il 16 novembre 2012, raggiungendo il 13% di share. Dato il successo di Rebuild of Evangelion, lo Studio Khara ha prodotto l'ufficiale Evangelion smartphone.